# Steinreihe von Gurranes
Die Steinreihe von Gurranes (auch „Three Fingers“ genannt) liegt auf einem Hügel nahe der Straße von Castletownshend nach Skibbereen im Townland Gurranes (irisch na Garráin, deutsch die Haine) im County Cork in Irland.
Die Steinreihe, bestehend aus drei etwa 4,2 m hoch aufragenden ungewöhnlich schlanken Steinpfeilern, hatte ursprünglich fünf Steine. Der Stumpf des abgebrochenen vierten Steins ist noch in der Nähe zu sehen. Ein fünfter Stein wurde an einen anderen Ort verbracht.
In der Nähe sichtbar liegt Knockdrum Fort und etwa acht Kilometer entfernt der Steinkreis von Drombeg.